# Richard Zörner

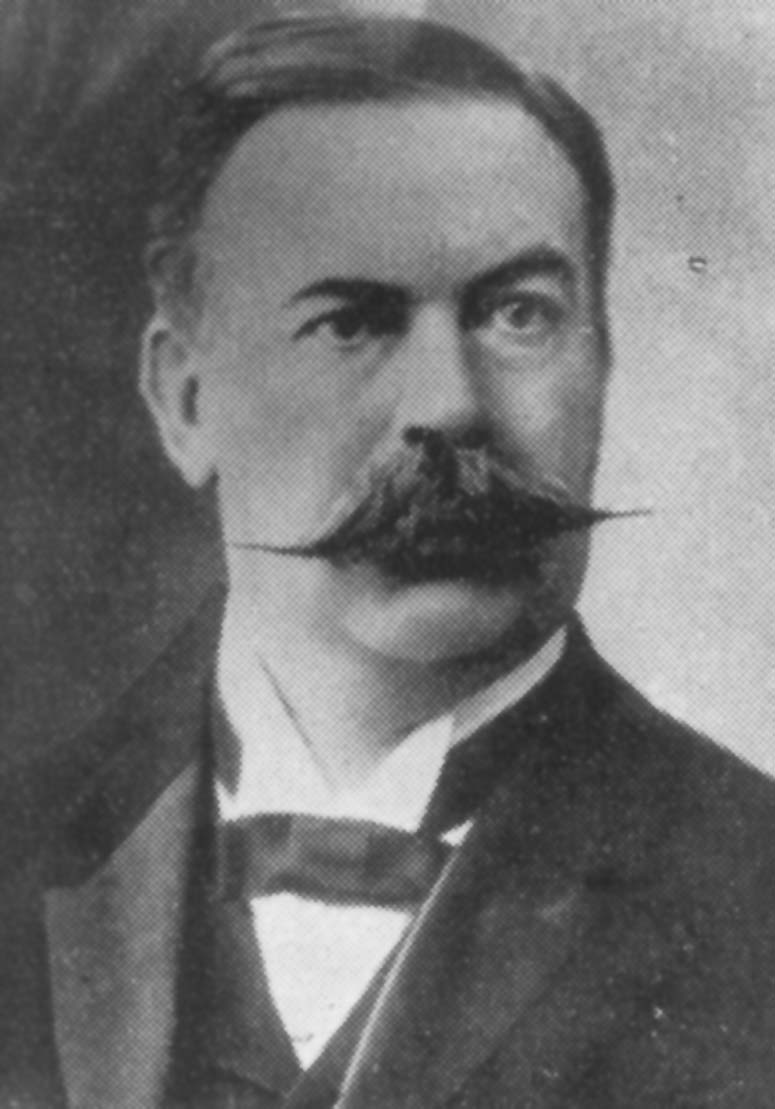
Porträt von Richard Zörner um 1900

Richard Zörner vollst.: Ernst Hermann Richard Z. (* 27. August 1861 in Bruckdorf; † 4. Dezember 1941 in Bensberg) war ein deutscher Bergrat. 1921 wurde ihm von der Technischen Hochschule Berlin in Anerkennung seiner Verdienste um die Förderung des Bergbaus und des Aufbereitungswesens die Ehrendoktorwürde als Dr. Ing. E.h. verliehen. In allen schriftlichen Aufzeichnungen findet man seinen Namen immer mit den Zusätzen Bergrat und Dr. h.c.

## Leben
Zörner entstammte einer alten Mansfelder Bergmannsfamilie. Nach seinem Studium der Natur- und Rechtswissenschaften sowie der Staats- und Volkswirtschaft in Halle und Berlin, wie auch an den Bergakademien in Berlin und Clausthal begann er 1889 eine Tätigkeit als Bergassessor an der Königlich Preußischen Bergwerksdirektion Saarbrücken. 1892 ging er als Berginspektor zur Grube König in Neunkirchen. 1895 wurde er Bergwerksdirektor und Mitglied der Bergwerksdirektion Saarbrücken. Hier leitete er die Abteilung Handel und Verkehr der Saargruben.
1903 wechselte er als Generaldirektor der Maschinenbau-Anstalt Humboldt Köln-Kalk in die Wirtschaft, wo er bis 1921 tätig war. Humboldt war über Jahre der Hauptlieferant von Maschinen und Anlagen zur Aufbereitung von Erzen im Bensberger Erzrevier. In den 1920er Jahren widmete er sich verstärkt seiner Tätigkeit für Wirtschaftsverbände und der Fachschriftstellerei.
In den späten 1920er Jahren wandte er sich der Geschichte, zunächst der bergischen Heimat- und Bergbaugeschichte, dann auch der Archäologie und der Familiengeschichte zu; letztere baute er in der zweiten Hälfte der 1930er Jahre zur „Sippengeschichte“ des Geschlechtes Zörner aus.
Zörner wohnte seit 1923 in Bensberg am Milchborntalweg (Bergisch Gladbacher Straße 4), wo er 1919 ein Anwesen erworben hatte. Er war verheiratet mit Helene Lahmeyer aus Clausthal und hatte zwei 1895 geborene Söhne, von denen einer 1917 in Flandern fiel, der andere 1941 in Russland.

## Schau-Bergwerk im Bergischen Museum Bensberg
Zörner richtete seit 1929 das heute noch vorhandene Schau-Bergwerk im so genannten Türmchenhaus des Bergischen Museums für Bergbau, Handwerk und Gewerbe ein. Das hatte zur Folge, dass die bis dahin im ehemaligen Waschsaal der Kadettenanstalt, die bis 1918 im Schloss Bensberg untergebrachte war, ausgestellte Sammlung mit Ausstellungsstücken des Alltags seit 1930 Zug um Zug ebenfalls in das Türmchenhaus verlagert wurde. Allgemein bezeichnete man das Haus ab diesem Zeitpunkt als Heimatmuseum Bensberg bzw. „Kreisheimathaus“.

## Grabung auf der Erdenburg
Zörner initiierte die Ausgrabung der Erdenburg durch die SS unter der Schirmherrschaft Heinrich Himmlers, die heute als ein Musterbeispiel ideologisch begründeten Suche nach germanischen Zeugnissen im Nationalsozialismus gilt.

## Auszeichnungen
- 1901 Ernennung zum Königlich Preußischen Geheimen Bergrat
- 1921 von der TU Berlin-Charlottenburg ehrenhalber promoviert; führte seitdem den Titel Dr. h. c.
- Ehrenvorsitzender des Verbandes Deutscher Dampfkessel- und Apparatebauanstalten
- Ehrenmitglied des Deutschen Stahlbauverbandes
- Ehrenmitglied der Brennstofftechnischen Gesellschaft
- Ehrenmitglied des Gesamtverbandes des Zerkleinerungs- und Aufbereitungsmaschinenbaus
- Außerordentliches Vorstandsmitglied des Vereins Deutscher Maschinenbauanstalten
- lebenslängliches Mitglied des Ausschusses des Deutschen Museums in München
- Zwischen 1941 und 1958 (genauer Zeitpunkt unbekannt) widmete die Stadt Bensberg ihm im Stadtteil Lückerath von Bergisch Gladbach die Richard-Zörner-Straße.[5]
- Russischer St.-Annen-Orden III. Klasse; Roter Adlerorden IV. Klasse; Verdienstkreuz für Kriegshilfe

## Schriften
- Die Konkurrenzreviere der Saargruben und die in Folge ihres Wettbewerbs auf dem Absatzgebiete derselben seit dem Jahre 1885 eingetretenen Absatzverschiebungen / bearb. vom Bergassessor Zörner, Saarbrücken 1890, II, 150, 38 S., 1 Bl. Kt.
- Wertverminderung von Kohle und Koks bei der Schiffsbeförderung, Berlin: Stankiewicz 1902, 19 S.
- Die Absatzverhältnisse der Königl. Saarbrücker Steinkohlengruben in den letzten 20 Jahren (1884–1903): mit 4 lithogr. Taf. (Der Steinkohlenbergbau des Preussischen Staates in der Umgebung von Saarbrücken ; 4), Berlin: Springer 1904, 133 S.
- Die Vor- und Nachkalkulation und die Unkostenberechnung für Eisenkonstruktion, Brückenbau und Dampfkesselfabriken; Verein deutsch. Brücken- und Eisenbau-Fabriken / mit einleitend. Vorträgern von Richard Zörner, Ludwig Heinrichsdorff, als MS gedruckt, 59 S., 3 fbg. Tff, 1915, Cöln-Kalk: Franz Paling
- Betriebsstatistik und Betriebskontrolle, als MS gedruckt nach einem Vortrage des ... Bergrat Zörner, nach einem Vortrag des Vorsitzenden des „Verbandes Deutscher Dampfkessel- und Apparate-Bauanstalten“, 1915, 119 S.
- Der neue deutsche Frachtentarif und seine Rückwirkung auf unsere Industrie (Sonderbeilage zu den „Vertraulichen Nachrichten des Verbandes Deutscher Dampfkessel- und Apparatebauanstalten“), 1920
- Die Geldentwertung und ihre Rückwirkung auf unsere Industrie (Sonderbeilage zu „Vertraulichen Nachrichten des Verbandes Deutscher Dampfkessel- und Apparatebauanstalten“, Nr. 14), 1921
- Betriebsstatistik und Betriebskontrolle, Stuttgart (Pöschel) 1921
- „Goldmarkbilanz“, Industrie- und Handelszeitung, 1921
- „Bilanz und Steuerrecht“, Technik und Wirtschaft, 1922, H. 9 u. 10
- Bergbaubetrieb (Stichwort), in: Nikisch, H. (hg.): Handwörterbuch d. Betriebswirtschaft, Berlin 1924–1925, 189 Sp.
- (Bearb.): Denkschrift zum 25jährigen Bestehen des Deutschen Stahlbau-Verbandes 1904–1929; Nebentitel: 25 Jahre Deutscher Stahlbau-Verband; Essen: Graph. Anst. d. Fried. Krupp A.-G., 1929, 84 S., 20 Tff
- Der Bergbau in der Umgebung Bensbergs, in: Bergische Heimat, Monatsschrift für Volkstum, Natur und Kunst, Heft 4, 1929, S. 83ff.
- (Bearb.): Verband Deutscher Dampfkessel- und Apparate-Bauanstalten. GWK (Großraumwasserkessel), 25 Jahre deutscher Arbeit. 1905–1930, Berlin (Elser) 1930, 84 S., UBK
- Bergbau und Hüttenwesen der bergischen Heimat, 1932, 4 S., MS, IHK Köln, Wirtschafts-Bibliothek
- Bergbau und Hüttenwesen im Bergischen Lande, in: Rheinische Blätter, Heft 4, 1936, S. 210ff.
- Die Sippe Zörner, Bd. 1: Die Frage: Wer gehört zur Sippe Zörner? wird hiermit zur Erörterung gestellt / von Richard Zörner, 1936 (Hauptband), 106, 9 gez. Bl., 1936
- Die Sippe Zörner, Bd. 2: Nachträge Januar 1937 zur Sippenschrift 1936, ca. 150 S.
- Das Kreisheimathaus in Bensberg, Führer durch das Heimatmuseum des Rheinisch-Bergischen Kreises, Verlag Pilgram, Hoffnungsthal 1938 (zuerst erschienen in: Jahrbuch des Rheinisch-Bergischen Kreises 1938, S. 87–107)
- Auf den Pfaden der Vergangenheit. Zeittafel zur Heimatgeschichte des Rheinisch-Bergischen Kreises, Beilage zur „Rheinisch-Bergischen Zeitung“, 1938, mehrere Folgen, S. 1–20
- Die Sippe Zörner, Bd. 3: Nachträge 1938, und soweit schon Material vorhanden 1939 u. 1940, ferner: Aufzeichnungen aus dem Weltkrieg 1914/18 sowie dem gegenwärtigen Kriegen, Stand 1. Jan 1940, ca. 64 Bl. + 2 Stammtafeln

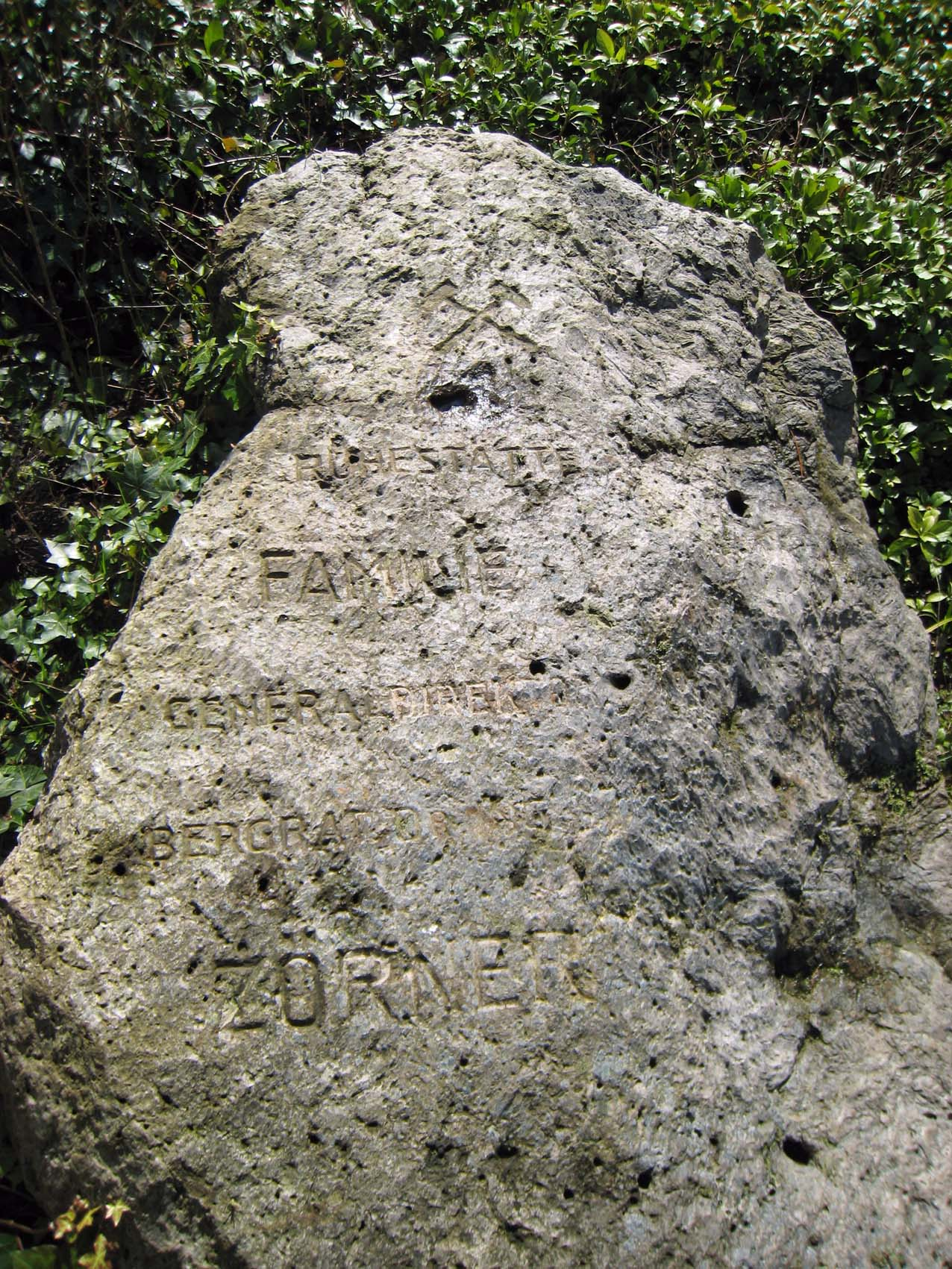
Der Grabstein trägt oben das Bergbauzeichen Schlägel und Eisen.
Es folgt die Inschrift:
Ruhestätte Familie Bergrat Dr. Generaldirektor Zörner

## Grabstein

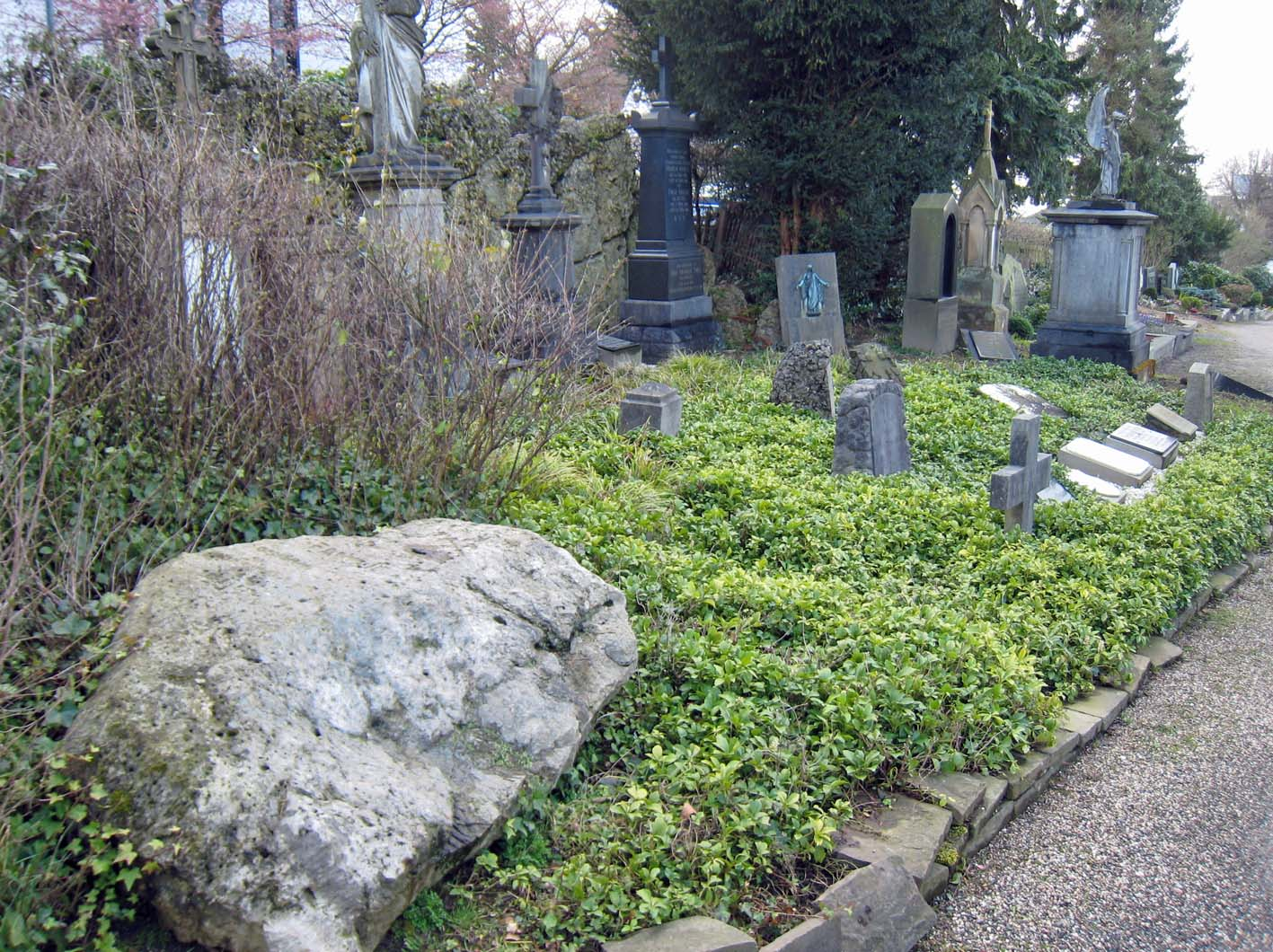
Auf dem Campus Memoriae des Friedhofs in Bensberg liegt der Grabstein Zörner am nördlichen Rand.

Der Grabstein der Familie Zörner war 1984 vom Bensberger Friedhof abgeräumt und auf Veranlassung des Bergischen Museums in Bensberg auf dem städtisten Betriebshof, dem Birkerhof nachlässig eingelagert worden. Er lag dort unter einem Berg alter Steine und Balken. Darüber hatte der Kölner Stadt-Anzeiger am 22. Januar 1988 berichtet. Das führte zu Protesten in der Bevölkerung. Am 3. Januar 1989 meldete der Kölner Stadt-Anzeiger, dass man den Stein wieder auf den Friedhof zurückgebracht habe. Dort liegt er auf dem von der Stadt Bergisch Gladbach und dem Bergischen Geschichtsverein angelegten, sogenannten Campus Memoriae, umgeben von weiteren erhaltenswerten Grabsteinen.